# گلچیچک خاتون
گل‌چیچک خاتون (ترکی عثمانی: گلچیچک خاتون؛ ح. ۱۳۳۵ – ؟) همسر مراد یکم سلطان امپراتوری عثمانی و مادر بایزید یکم بود.